# Cléber Monteiro
Cléber Monteiro de Oliveira, mais conhecido como Cléber Monteiro (Belo Horizonte, 23 de maio de 1980), é um ex-futebolista brasileiro que atuava como meia.

## Títulos
Cruzeiro
- Campeonato Mineiro: 2003[1]
- Copa do Brasil - 2000, 2003[1]
- Copa Sul Minas - 2001, 2002
- Supercampeonato Mineiro: 2002

Villa Nova
- Campeonato Mineiro do Interior - 2013